# Geraldo Dantas de Andrade
Dom Geraldo Dantas de Andrade, SCJ (Rio de Janeiro, 29 de setembro de 1931 — São Luís, 1 de maio de 2021) foi um sacerdote dehoniano e bispo católico brasileiro. Foi bispo auxiliar da Arquidiocese de São Luís do Maranhão.
Dom Geraldo foi ordenado padre no dia 18 de dezembro de 1957 em Taubaté. Em 18 de fevereiro de 1998 foi nomeado bispo titular de Cibaliana e auxiliar de São Luís do Maranhão. Recebeu a ordenação episcopal no dia 18 de abril desse mesmo ano das mãos de Dom Paulo Eduardo Andrade Ponte, Dom José Nelson Westrupp e Dom Xavier Gilles de Maupeou d’Ableiges. Em 15 de setembro de 2010 foi aceito seu pedido de renúncia, quando então tornou-se bispo auxiliar emérito daquela arquidiocese. Faleceu no dia 1 de maio de 2021, aos 89 anos de idade.